# Kenichi Hayakawa
Pour les articles homonymes, voir Hayakawa (homonymie).
Kenichi Hayakawa, né le 5 avril 1986 à Ōtsu, est un joueur japonais de badminton.

## Carrière
Kenichi Hayakawa est médaillé de bronze en double messieurs avec Hiroyuki Endo aux Championnats du monde de badminton 2015.
Aux Championnats d'Asie de badminton, il est médaillé d'argent en double messieurs en 2012 avec Hiroyuki Endo, médaillé de bronze en double messieurs en 2013 avec Hiroyuki Endo et médaillé de bronze en double mixte avec Misaki Matsutomo.